# Wolfgang Muff
Wolfgang Muff, nemški general, * 15. marec 1880, † 17. maj 1947.